# Бряг Сирасе
Бряг Сирасе (на английски: Shirase Coast) е част от крайбрежието на Западна Антарктида, в пределите на Земя Едуард VІІ, простиращ се между 77°30’ и 80°20’ ю.ш. и 150°10’ и 157° з.д., с дължина около 280 km. Брегът е разположен в северната част на Земя Едуард VІІ, покрай източната периферия на шелфовия ледник Рос, като на юг граничи с Брега Сайпъл на Земя Едуард VІІ, а на североизток – с Брега Сандърс на Земя Мери Бърд. Северната част обхваща югозападния бряг на полуостров Едуард VІІ от нос Колбек, със залива Окума и ледения залив Преструд. Изцяло е покрит с дебела ледена покривка, над която стърчат отделни оголени върхове от планината Рокфелер. От тях към шелфовия ледник Рос се спускат няколко планински ледници, най-голям от които е ледника Кила.
Малък участък от брега на полуострав Едуард VІІ е открит през януари 1841 г. от английския полярен изследовател Джеймс Кларк Рос, но не наименуван. През 1902 г. английският полярен пътешественик Робърт Скот дооткрива част от крайбрежието и го наименува в чест на тогавашния английски крал Едуард VII – Земя Едуард VІІ. Впоследствие се оказва че дооткритата от Скот земя е полуостров, което е доказано през 1928 – 1929 г. от американския полярен изследовател Ричард Бърд. През януари 1912 г. японска антарктическа експедиция под ръководството на Нобу Сирасе (1861 – 1946) открива и изследва голяма част от брега на юг от полуострова и в негова чест през 1961 г. Новозеландският Комитет по антарктическите названия присвоява названието Бряг Сирасе на този участък от антарктическото крайбрежие.